# Island Garden
 (décembre 2019).
Si vous disposez d'ouvrages ou d'articles de référence ou si vous connaissez des sites web de qualité traitant du thème abordé ici, merci de compléter l'article en donnant les références utiles à sa vérifiabilité et en les liant à la section « Notes et références ».
L'Island Garden est une arène intérieure à West Hempstead, hameau du comté de Nassau de l'État de New York. L'arène a été construite en 1998 et peut accueillir 5 000 personnes. Elle accueille une ligue de basket-ball jeunesse locale.

## Histoire
L'originale arène Island Garden a été construit en 1957 par Arnold « Whitey » Carlson, un descendant d'immigrants suédois. Le grand-père de A. Carlson était Henrik Carlson, un sculpteur réputé de San Diego qui était le directeur artistique de l'exposition de San Diego (maintenant Balboa Park).
Au fil des années, de nombreux artistes tels que Cream, Dave Clark Five, Tiny Tim, Louis Armstrong, The Byrds, Sly and the Family Stone, The Dave Brubeck Quartet et Bob Dylan se sont produits sur place. En plus des concerts, il y avait aussi des matchs de boxe, de la lutte professionnelle, du cirque, des rodéos, des courses de voitures et des salons nautiques. 
L'arène de 5 200 places a également accueilli les Nets de New York de l'American Basketball Association (ABA) de 1969 à 1972. L'arène a accueilli la finale de basket-ball du lycée du comté de Nassau en 1971, remporté par South Side dirigé par Beaver Smith, devant un public record de plus de 3 000 personnes.  
Les Nets ont été incapables de jouer des matchs de playoffs à domicile en 1971 parce que l'arène était réservée avec d'autres événements. Les Nets ont donc joué un match à Hofstra, et deux au Felt Forum de Madison Square Garden. En 1971-1972, les Nets se qualifient pour la finale de l'ABA, où ils perdent contre les Pacers de l'Indiana. En 1976, lors de la fusion avec la ligue concurrente de la National Basketball Association (NBA), les Nets figurent parmi les quatre équipes de l'ABA, avec les Nuggets de Denver, les Spurs de San Antonio et les Pacers de l'Indiana, à intégrer la NBA sous le nom des Nets du New Jersey, franchise qui prend plusieurs années après le nom des Nets de Brooklyn. 
L'arène a été partiellement démolie en 1973, incapable de rivaliser avec le Colisée Nassau plus récent et plus grand. Un centre commercial a été construit sur cette partie du site. Le reste de la structure a été revitalisé en un nouveau site de basket-ball pour jeunes en 1998.  
Aujourd'hui, le centre sportif est une arène bien connue car il abrite 234 équipes du Lightning de Long Island. Il dispose de trois terrains pour les entraînements. 